# Erebia hewitsonii
Erebia hewitsonii är en fjärilsart som beskrevs av Lederer 1864. Erebia hewitsonii ingår i släktet Erebia och familjen praktfjärilar. Inga underarter finns listade i Catalogue of Life.